# Jairzinho
Jairzinho, eg. Jair Ventura Filho, född 25 december 1944 i Caxias i Brasilien, är en före detta professionell fotbollsspelare, högerytter.
Jairzinho deltog i VM redan 1966 som vänsterytter men det var som högerytter och efterträdare till legendariske Garrincha han spelade som bäst. Jairzinho vann VM i fotboll 1970  med Brasilien. Han är den ende som gjort mål i samtliga matcher under en VM-turnering, vilket han gjorde 1970, totalt 7 mål/6 matcher. Jairzinho deltog även i VM 1974 men nådde inte upp i samma klass som 1970 då han tillsammans med  Pelé och Tostão ansågs vara turneringens bästa spelare.
Jairzinho är en av de bästa kantspelarna genom tiderna fast det var mot hans vilja. Egentligen var han center men eftersom hans karriär sammanföll med Peles tid som landslagscenter fick Jairzinho endast spela center i sitt sista VM 1974.

## Meriter
- Landskamper: 87 (44 mål)
- VM-turneringar: 1966, 1970, 1974
- Världsmästare: 1970
- Copa Libertadores: 1976 med Cruzeiro

## Klubbar
- 1962-1974 - Botafogo FR, Brasilien
- 1974-1975 - Olympique de Marseille, Frankrike
- 1975-1976 - Cruzeiro Esporte Clube, Brasilien
- 1977          - Portuguesa FC, Venezuela
- 1978-1979 - Esporte Clube Noroeste, Brasilien
- 1979          - Nacional Fast Clube, Brasilien
- 1980-1981 - Club Jorge Wilstermann, Bolivia
- 1981-1982 - Botafogo FR, Brasilien